# Biserica de lemn din Brădățel

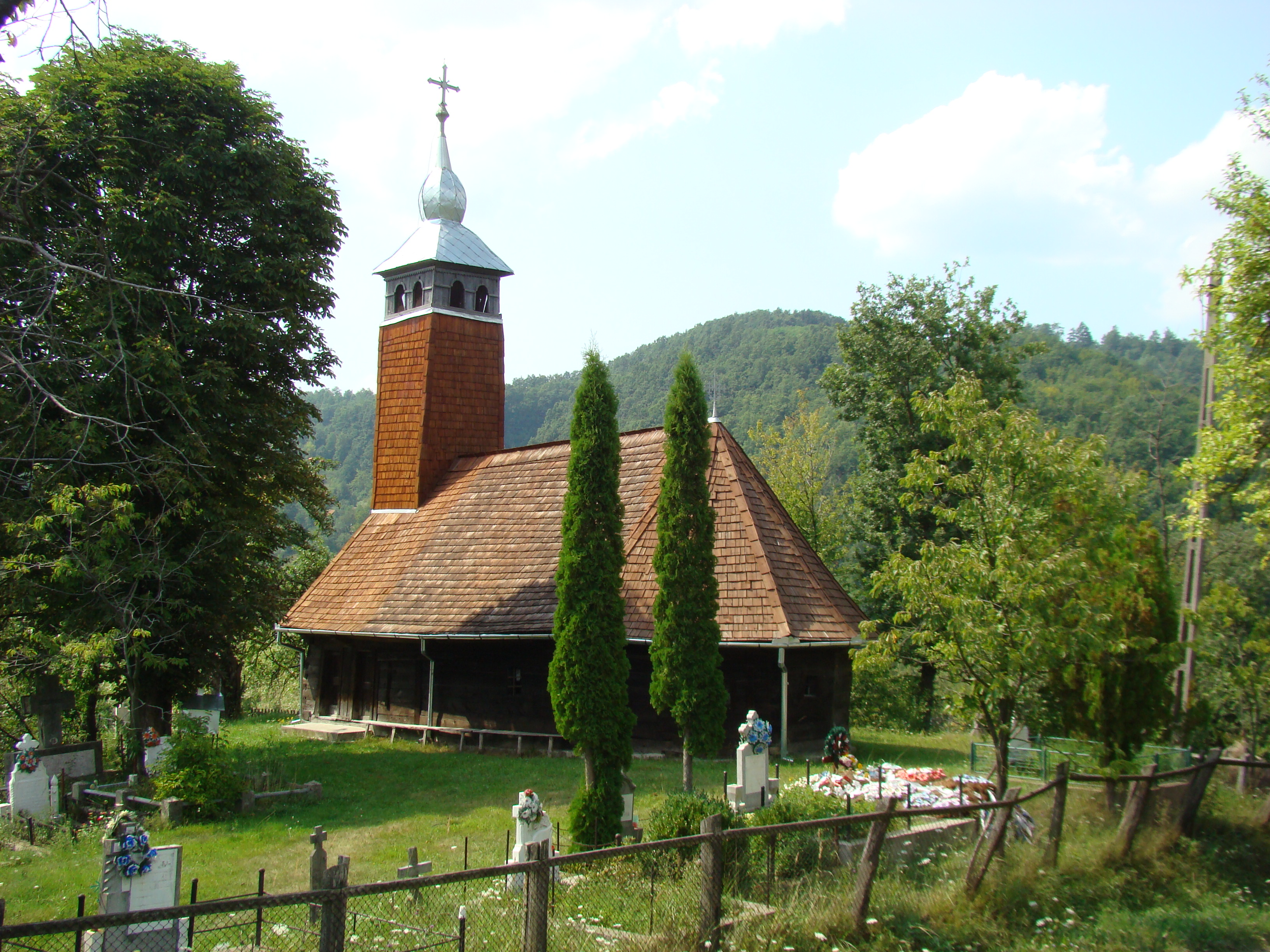
Biserica de lemn „Adormirea Maicii Domnului” din Brădățel, comuna Burjuc, județul Hunedoara, foto: august 2009.

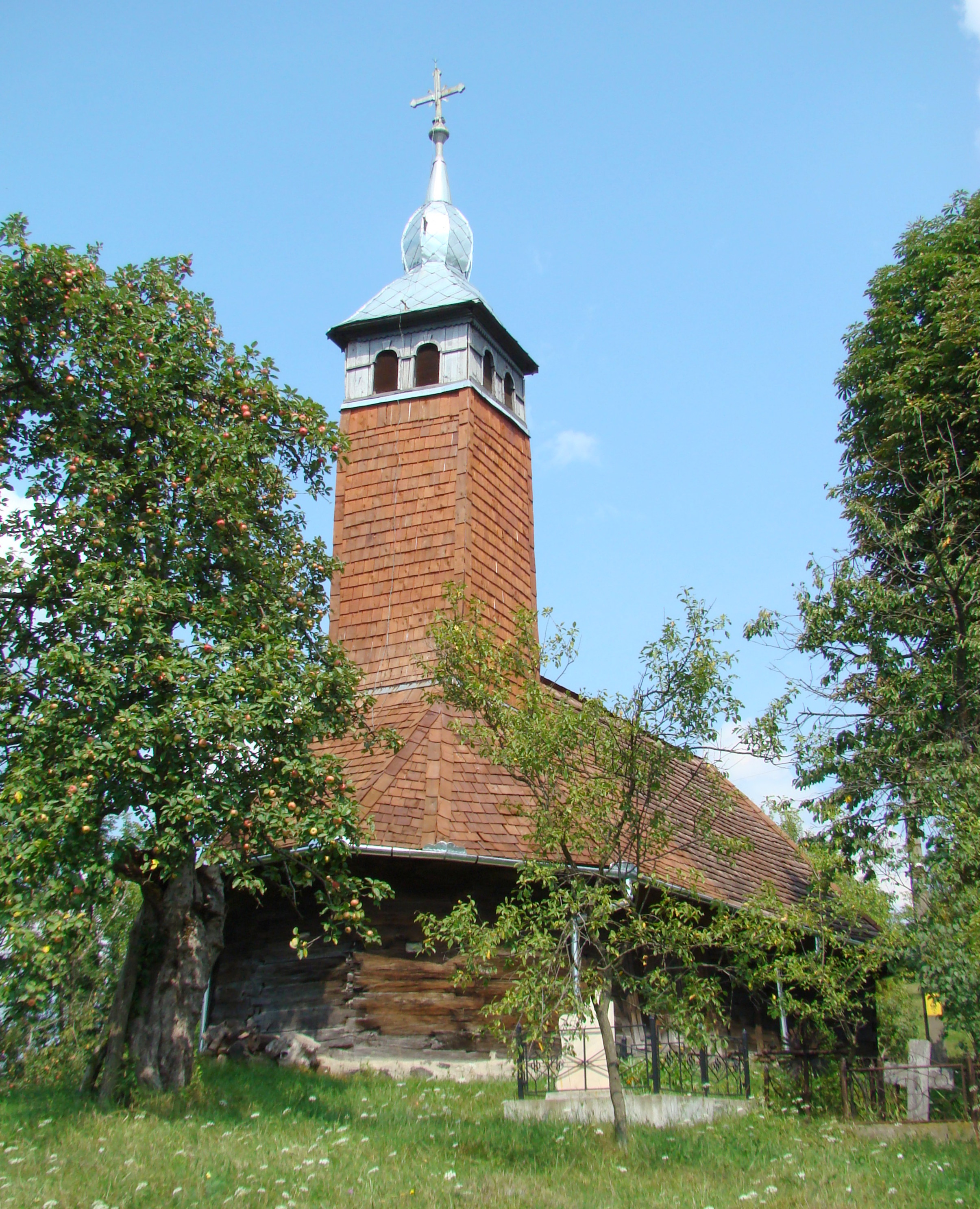
Biserica (sud-vest)

Biserica de lemn din Brădățel, comuna Burjuc, județul Hunedoara a fost construită în secolul XVII. Are hramul „Adormirea Maicii Domnului”. Figurează pe noua listă a monumentelor istorice, cod LMI HD-II-m-B-03269.

## Istoric și trăsături
Biserica „Adormirea Maicii Domnului” din satul Brădățel, aparține, planimetric, secolului al XVII-lea. Pereții săi de stejar înscriu un dreptunghi cu capetele nedecroșate, poligonale cu trei laturi. În partea apuseană, deasupra pronaosului spațios, se înalță  o clopotniță zveltă, cu un foișor deschis și coif de factură barocă, învelit în tablă. Corpul turnului, dimpreună cu pantele line ale acoperișului, au fost îmbrăcate în șiță; cu prilejul reînnoirii acesteia, în anul 2007, au fost descoperite zece straturi suprapuse de ,,prăștilă”, echivalentul a peste trei secole de istorie. Târnosirea s-a făcut la 12 iulie 2008.
Dacă pictura pronaosului a dispărut sub tencuiala aplicată la sfârșitul secolului al XIX-lea, cea din naos a fost alterată de mâna unui pictor mai puțin priceput. Mai bine păstrate sunt fragmentele din altar, datate, potrivit pisaniei fragmentare de pe spatele tâmplei, în 1820; execuția a fost precedată de amplificarea în lungime a spațiului interior, prin introducerea unei travei. Numele pictorilor s-au pierdut. În anul 1974 biserica a fost supusă altui șantier de renovare, care a inclus și ridicarea lăcașului pe un soclu din piatră. În cazul acestui lăcaș, semnalat doar de conscripțiile anilor 1733, 1750, 1805 și 1829-1831, tradiția susține strămutarea sa din codrul Ponorului, unde ar fi fost ridicat pe cheltuiala urmașilor haiducilor Jurj și Neag, întemeietorii legendari ai localității.

## Imagini din exterior

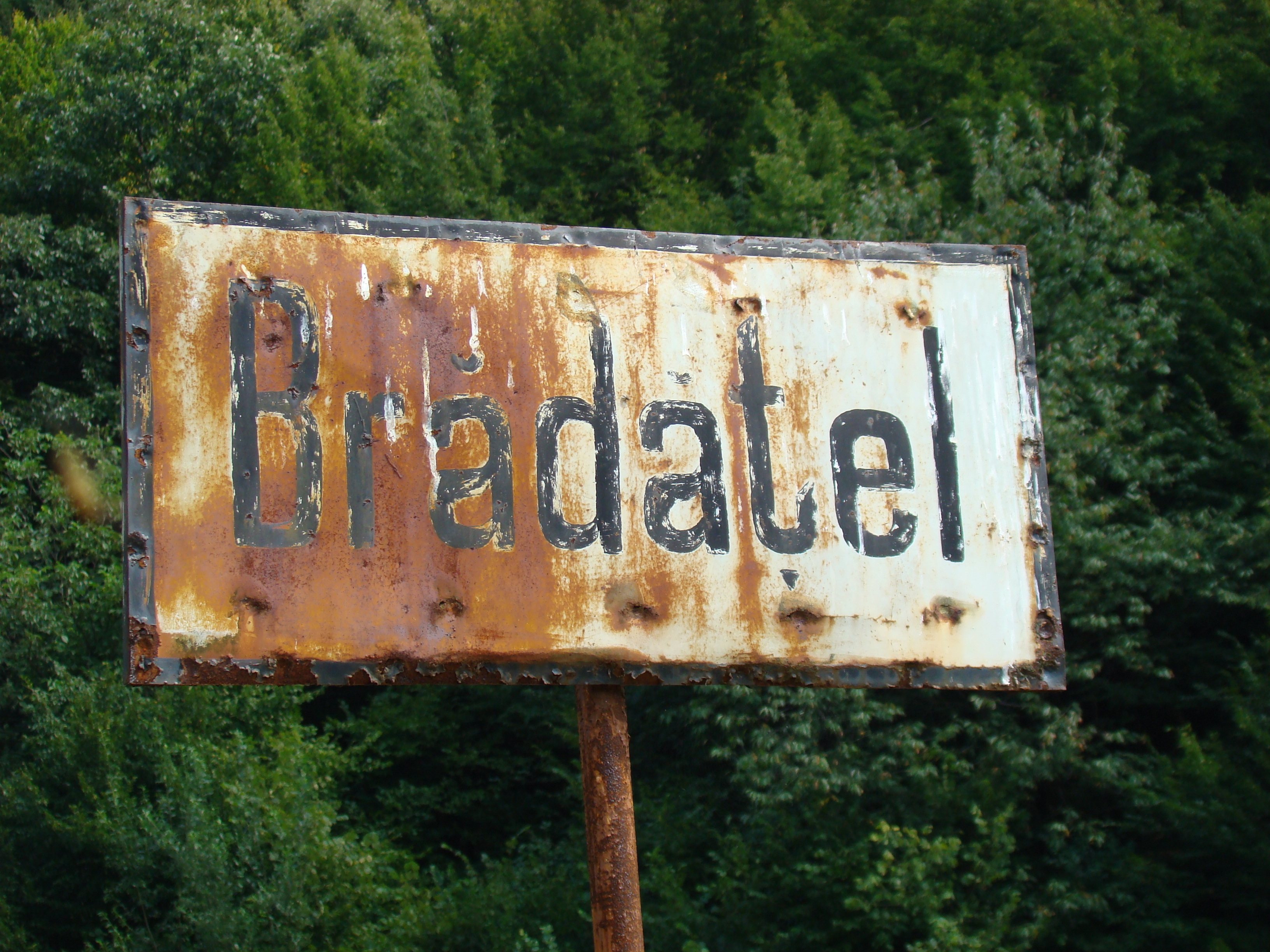
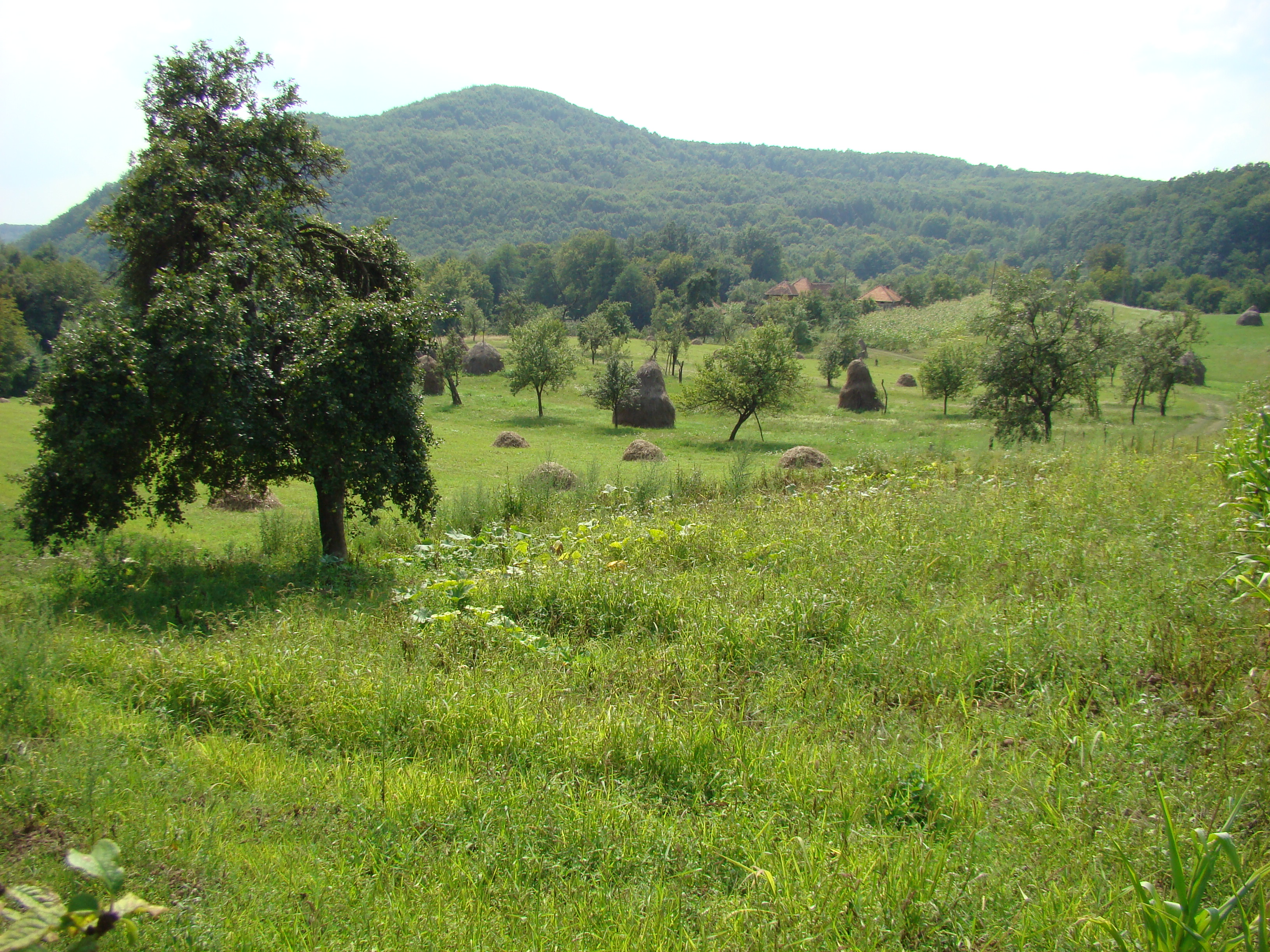
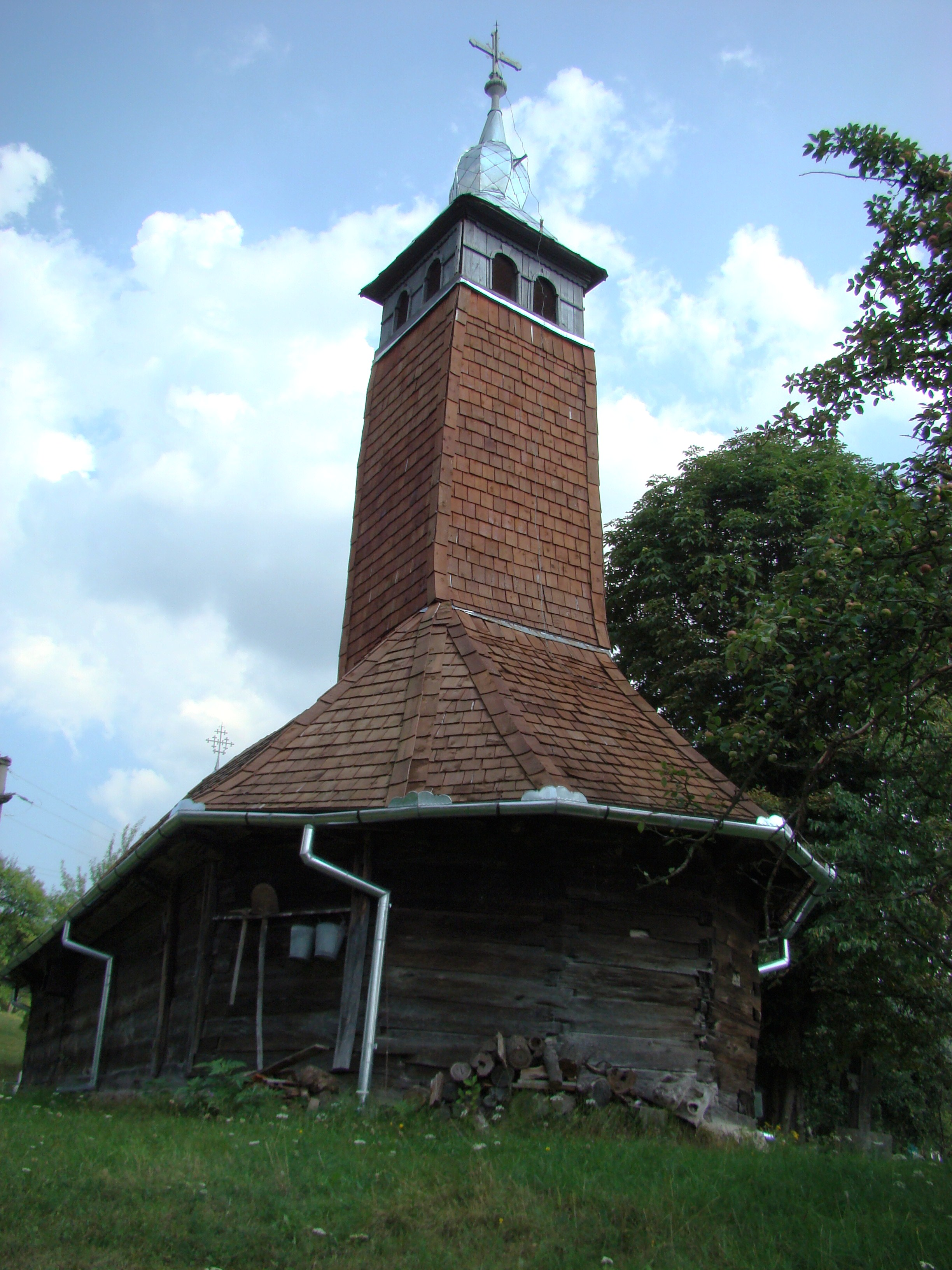
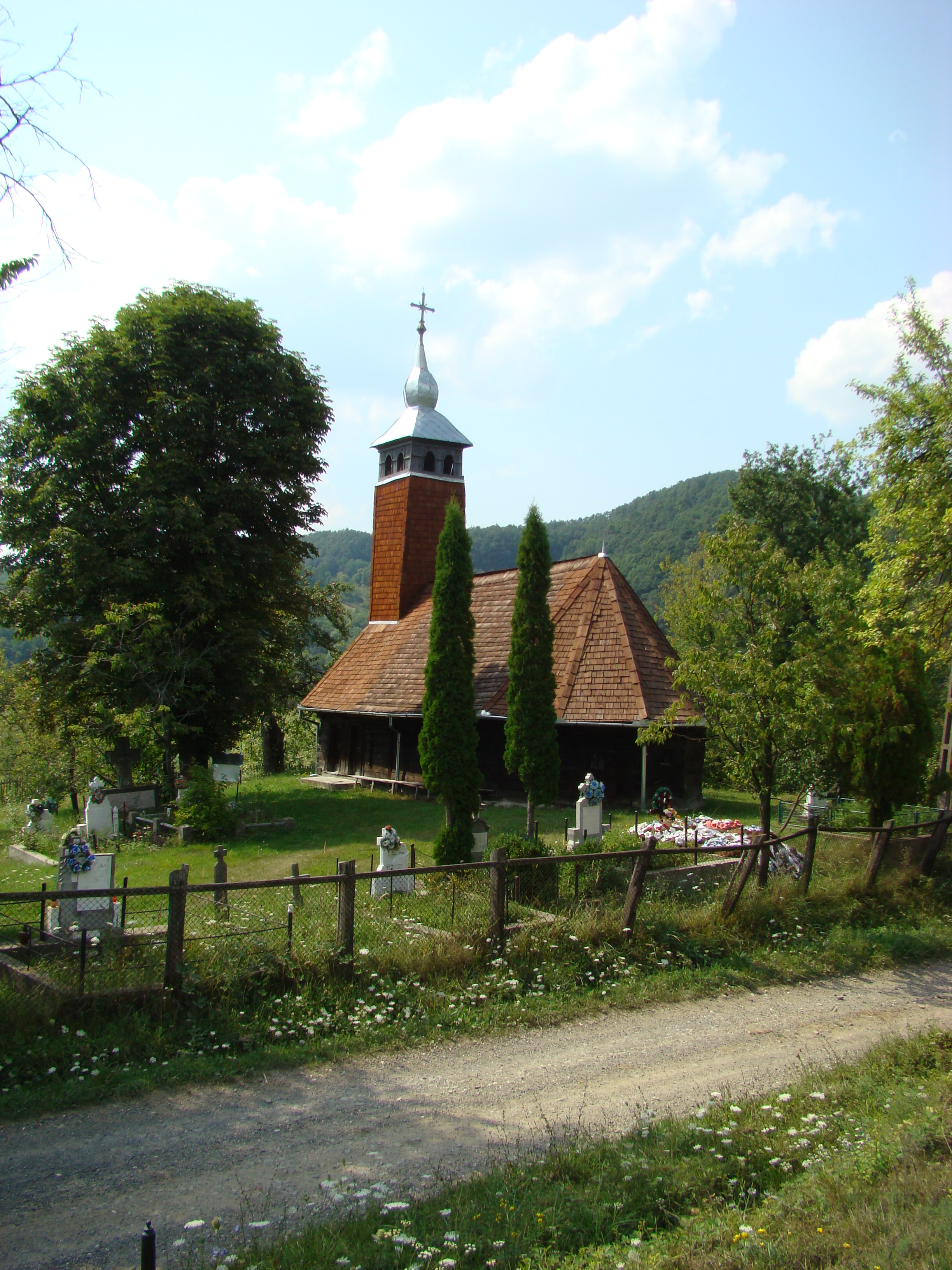
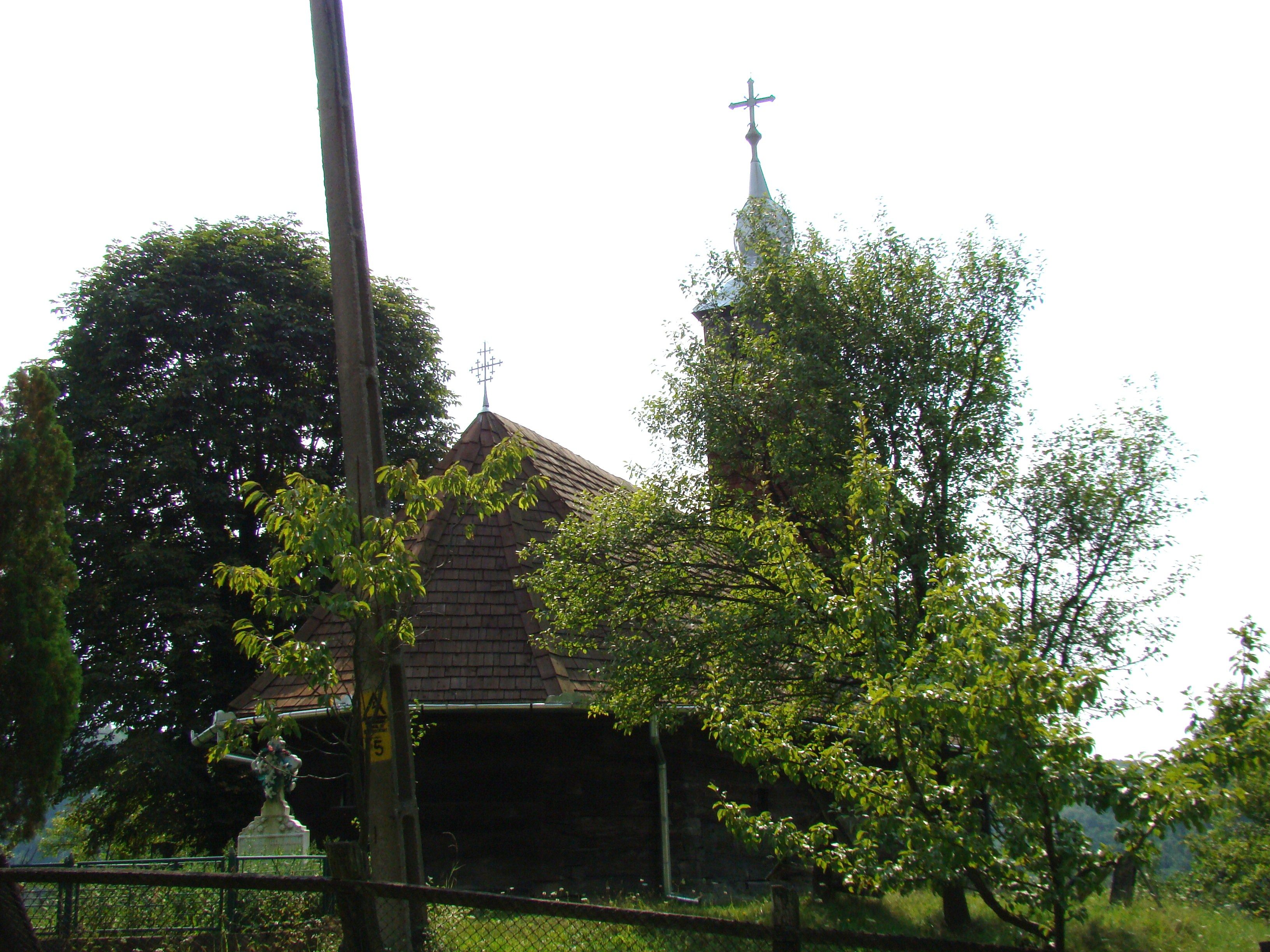
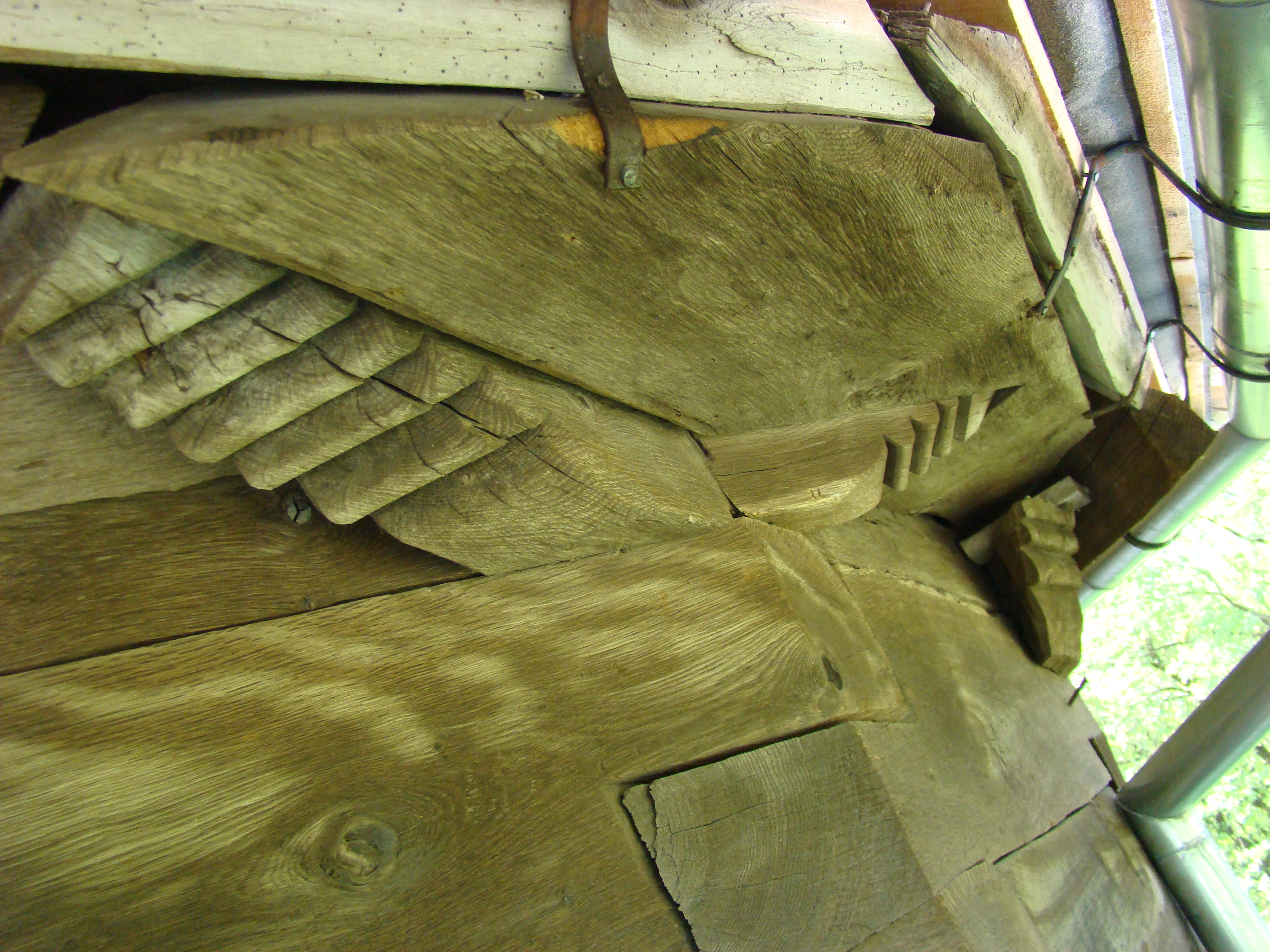
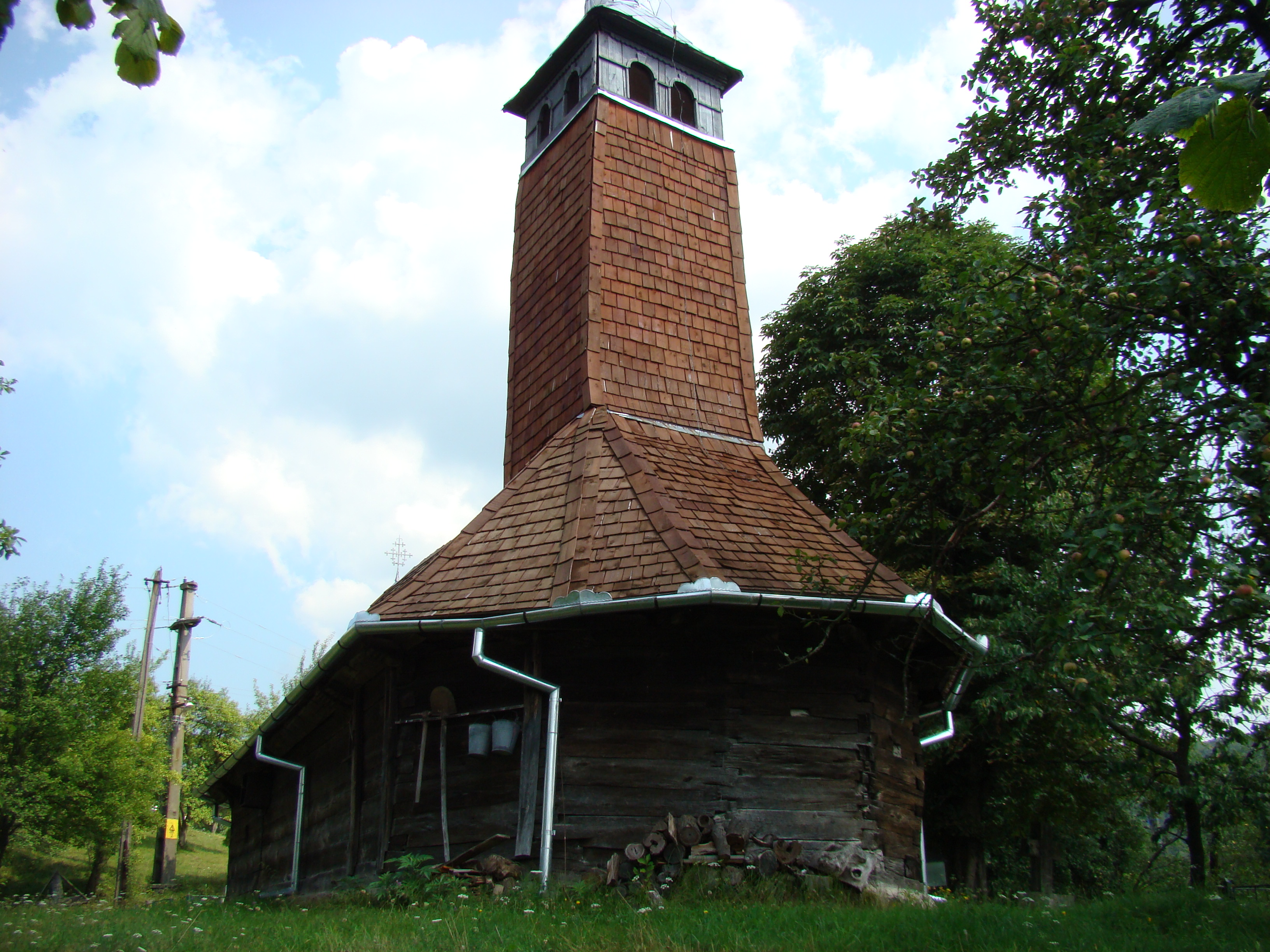
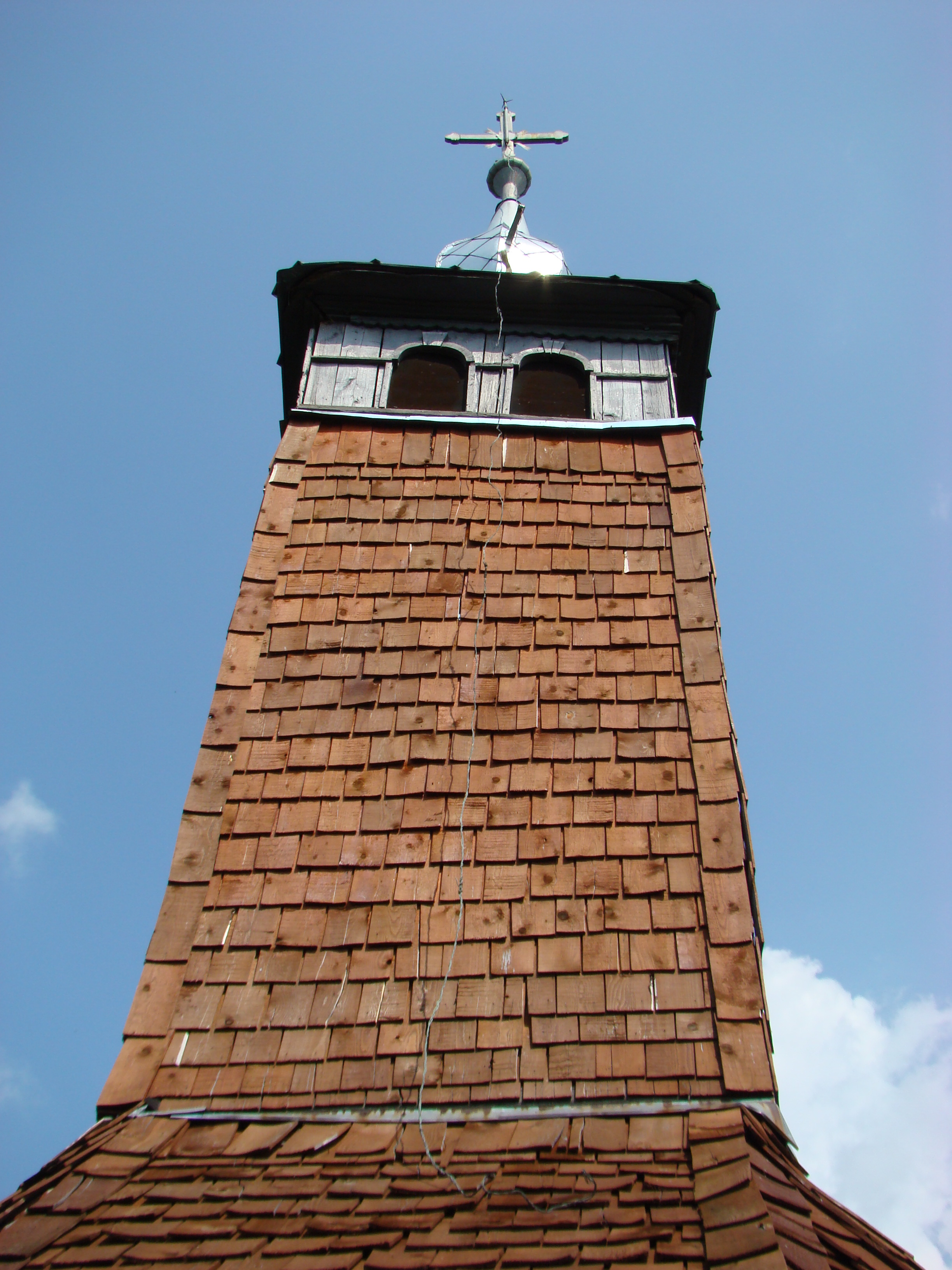
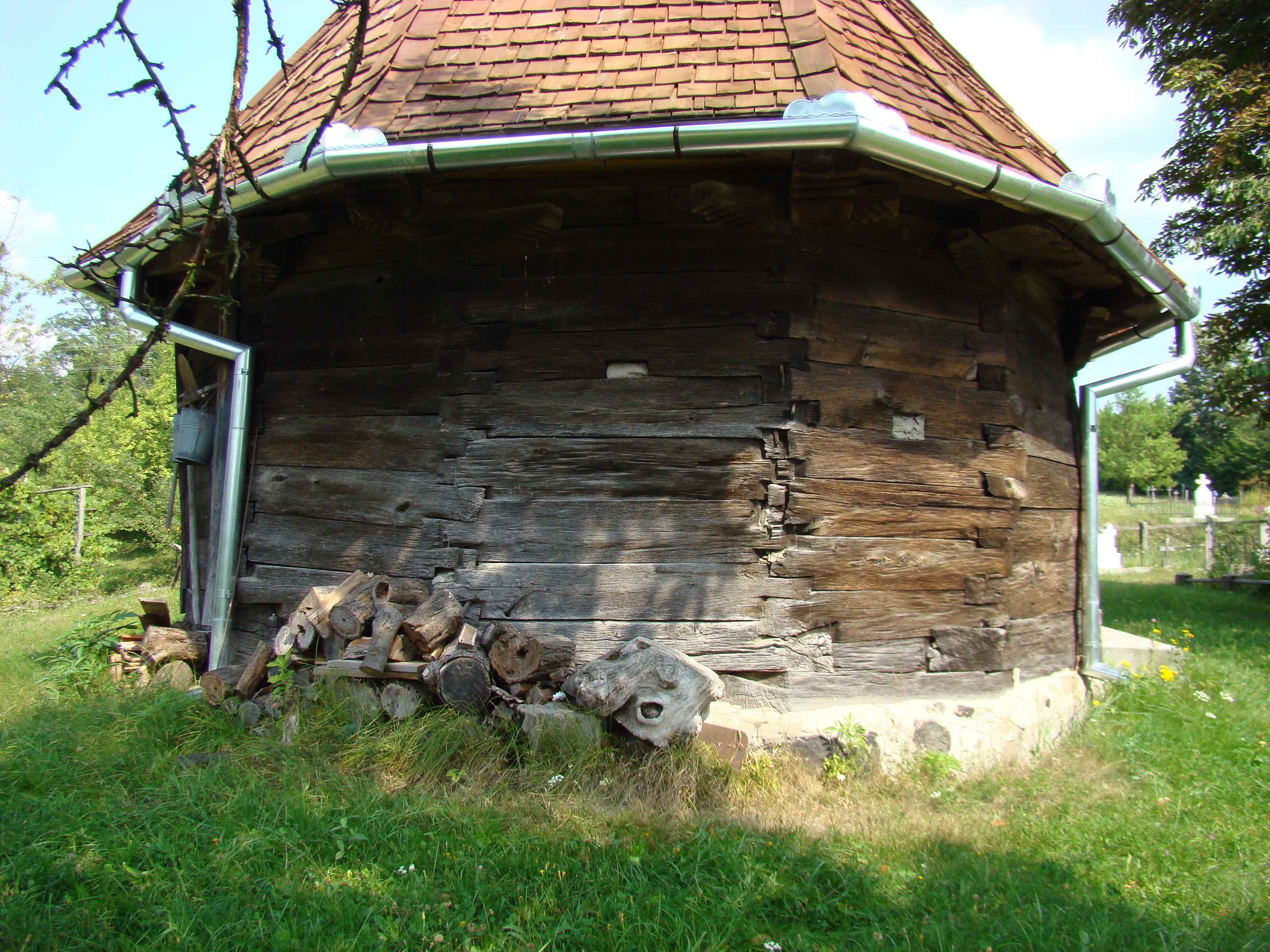
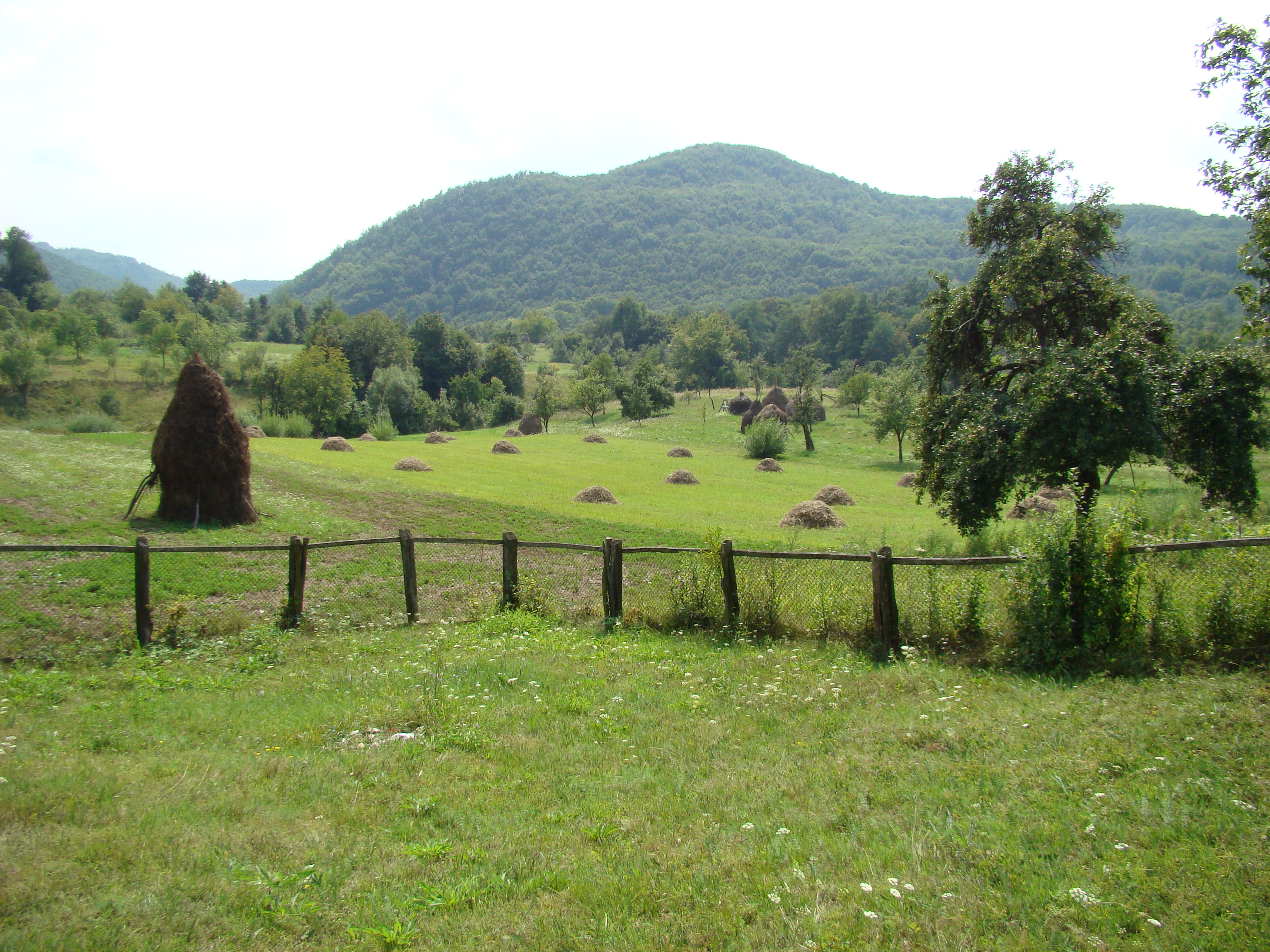
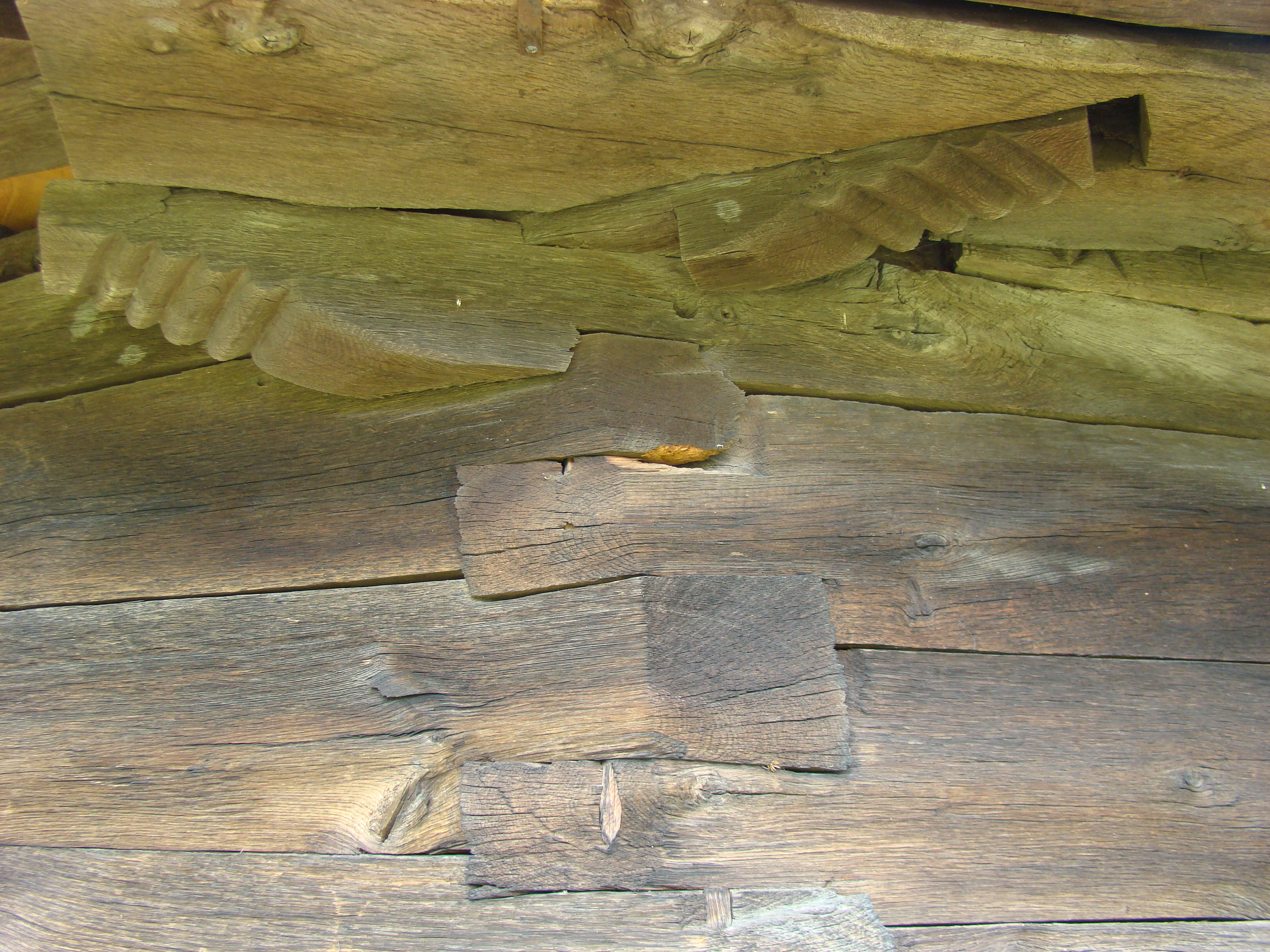
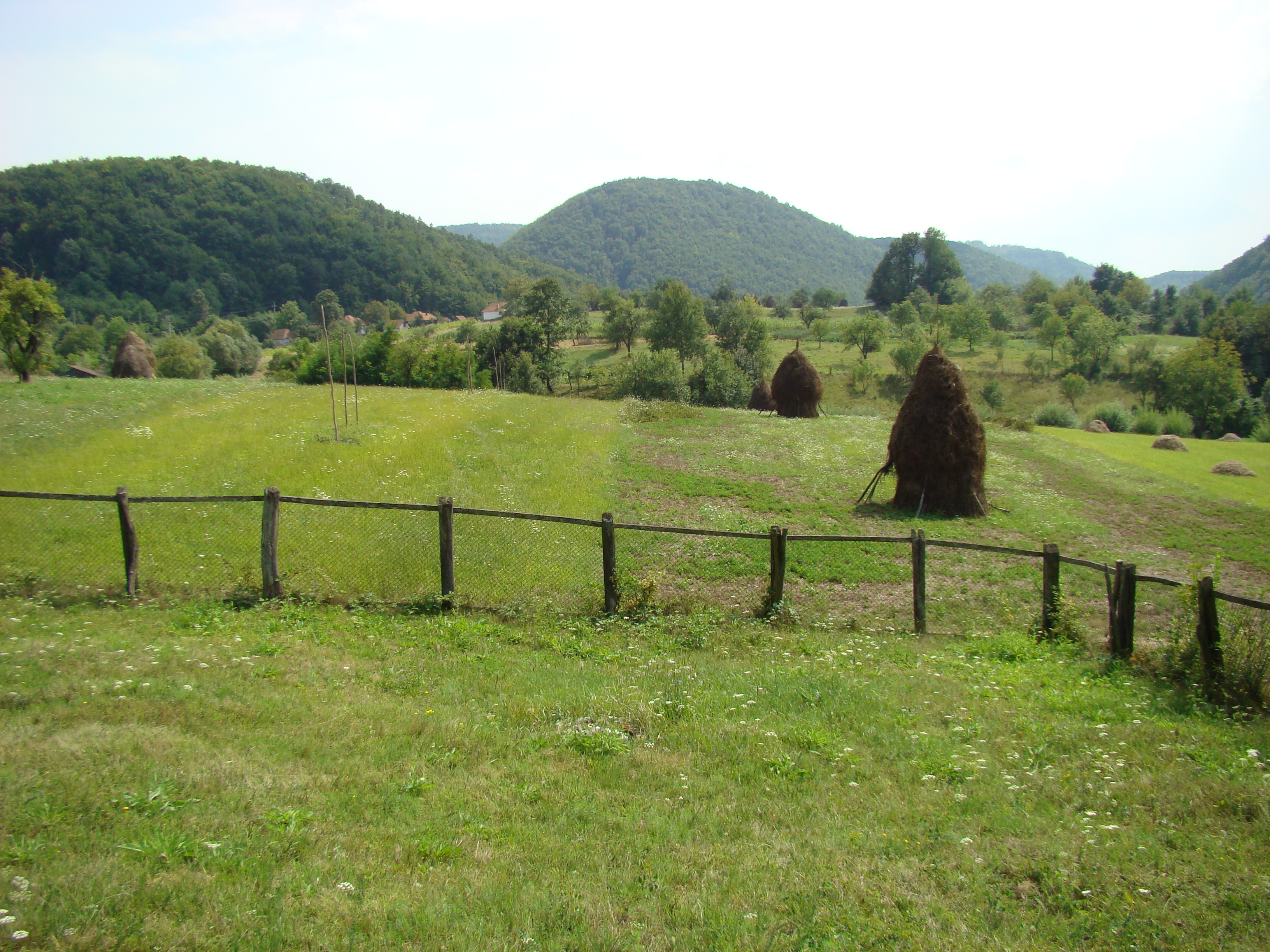
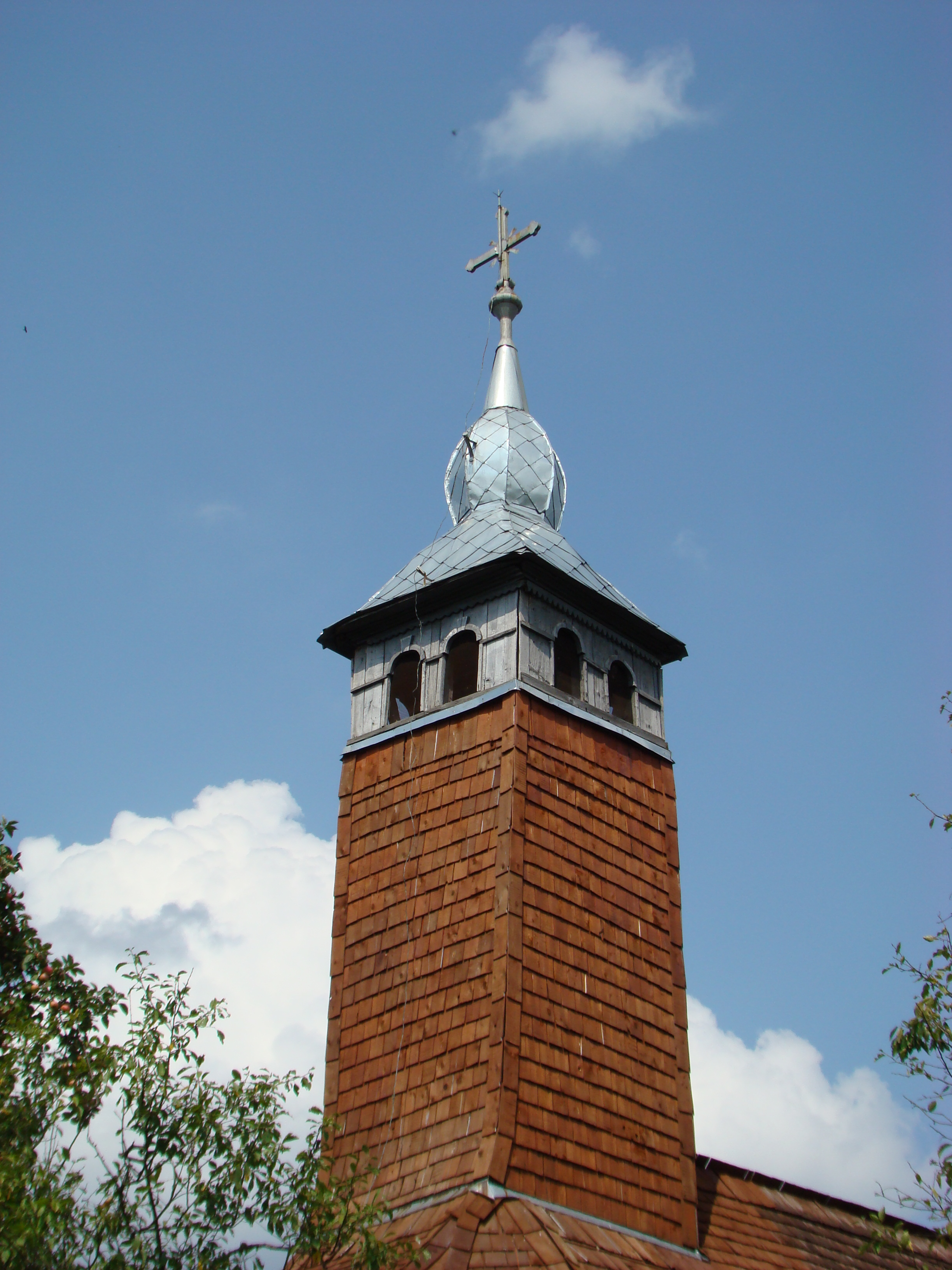
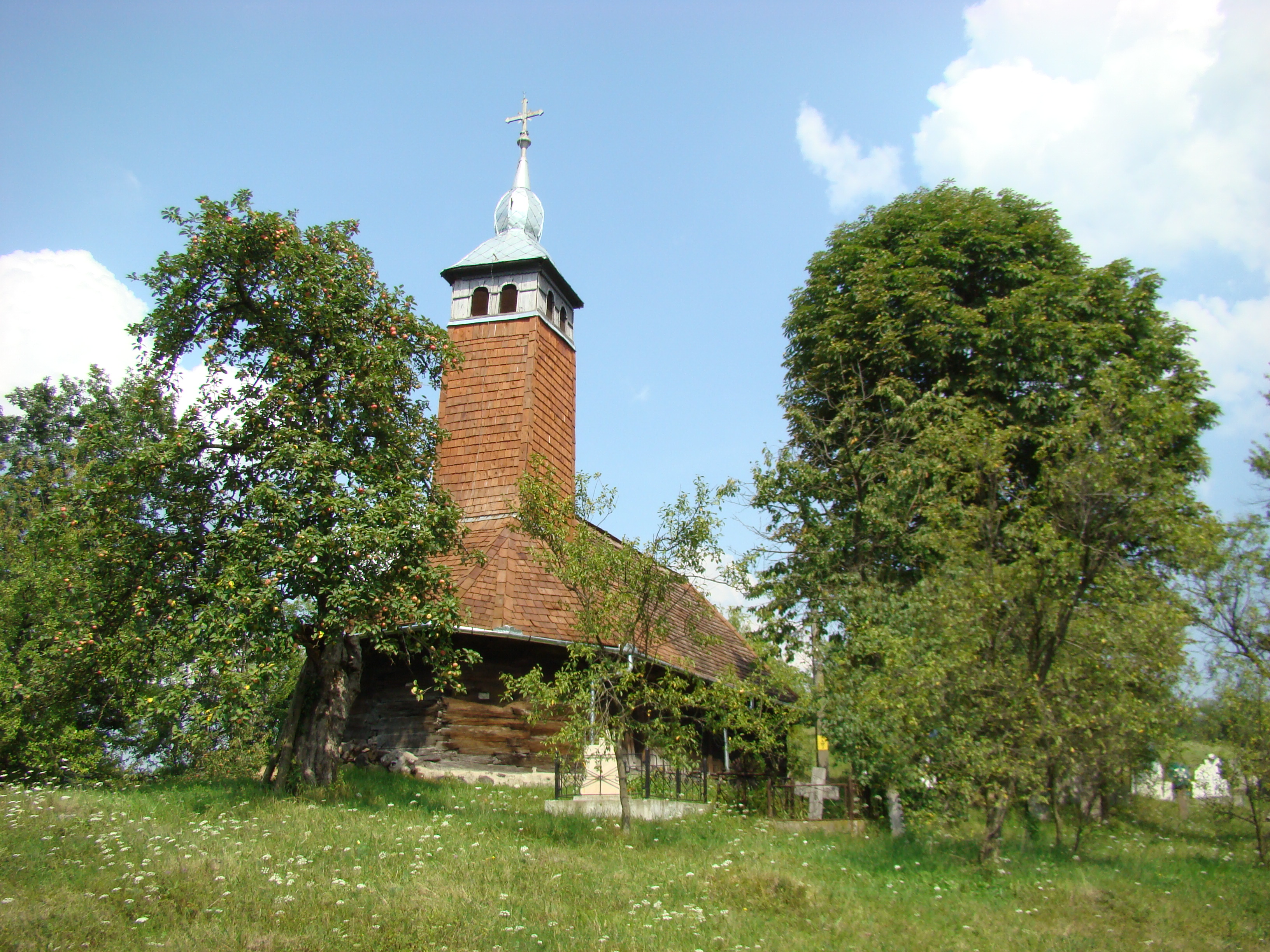
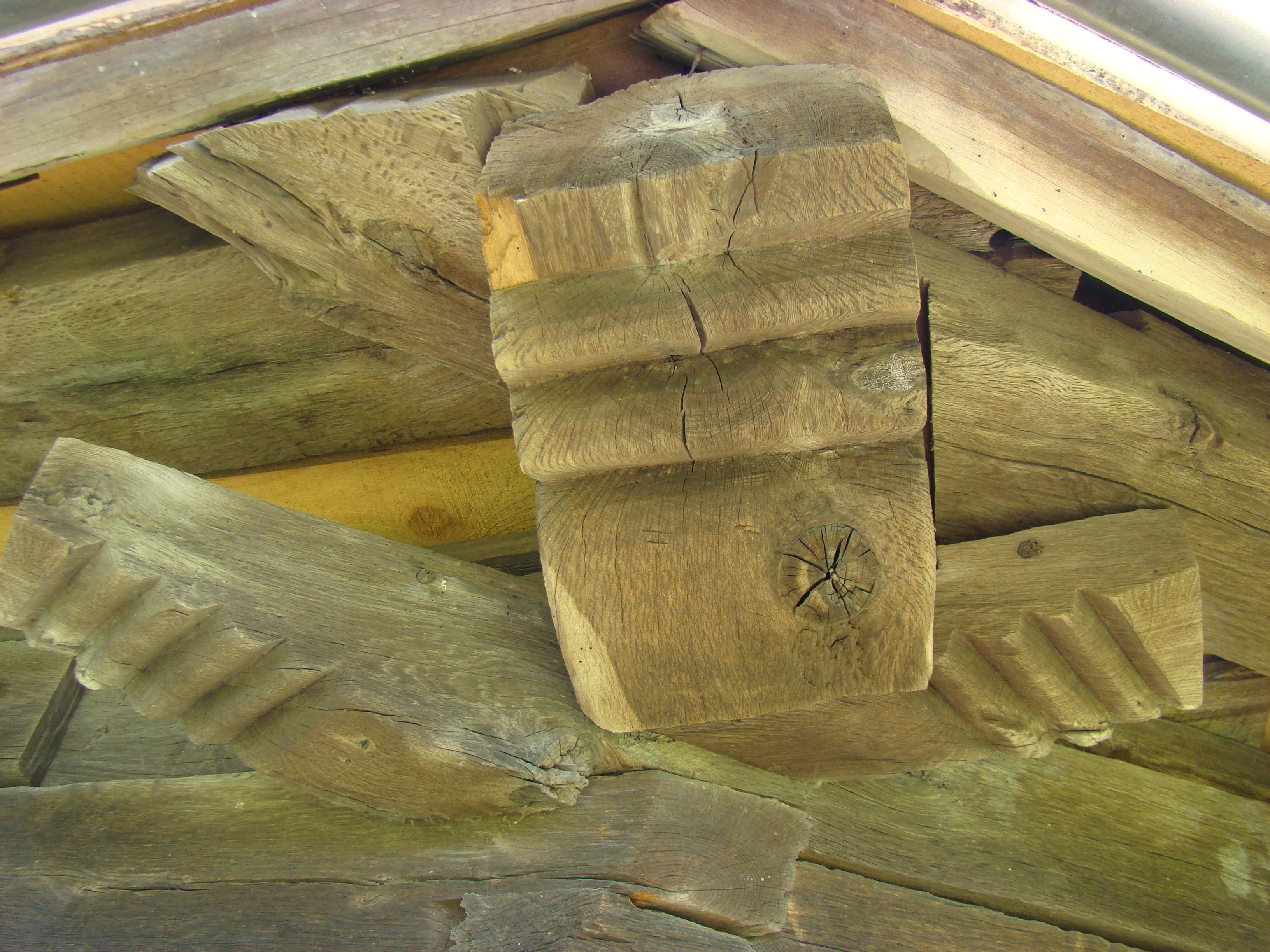
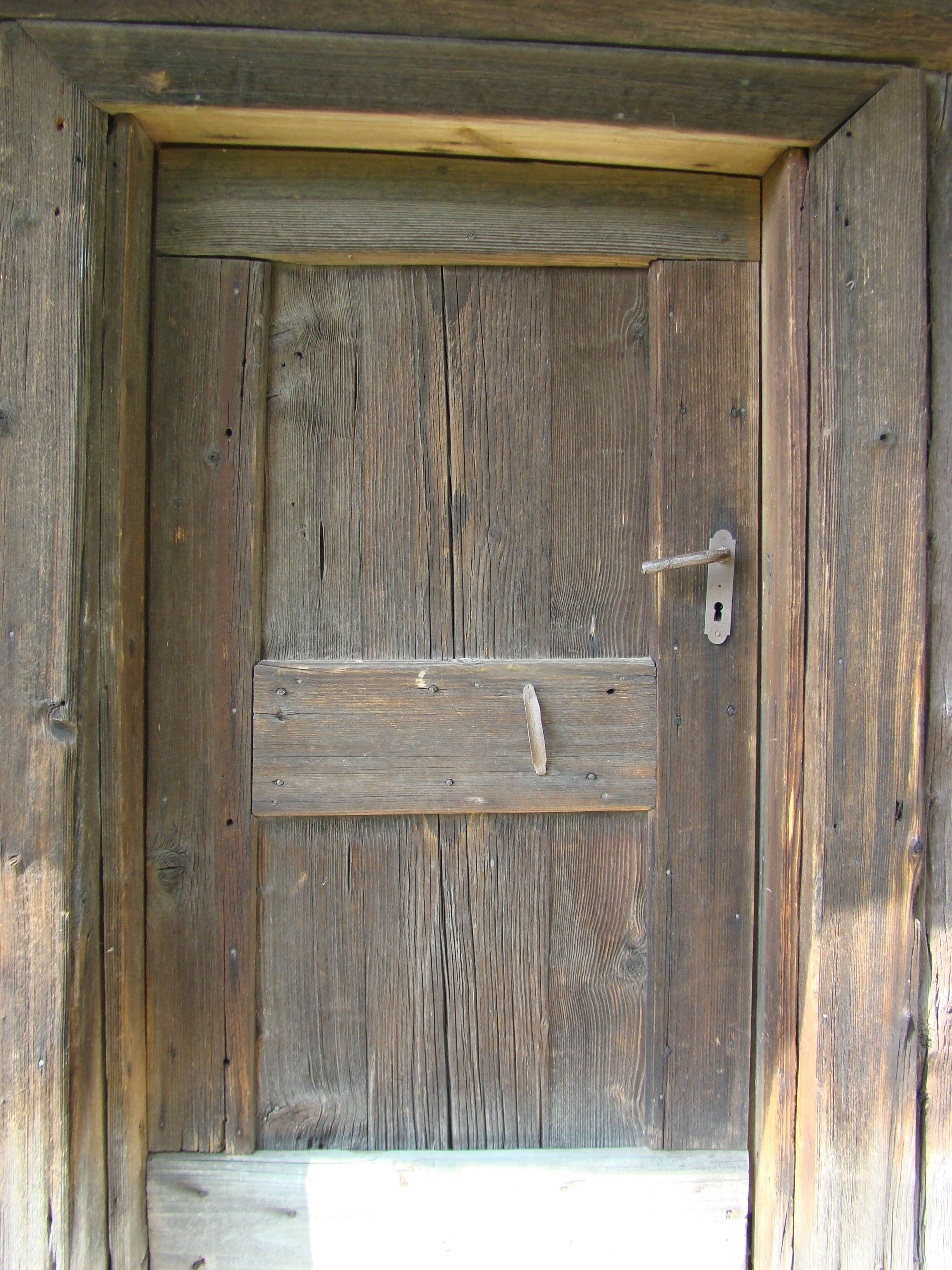
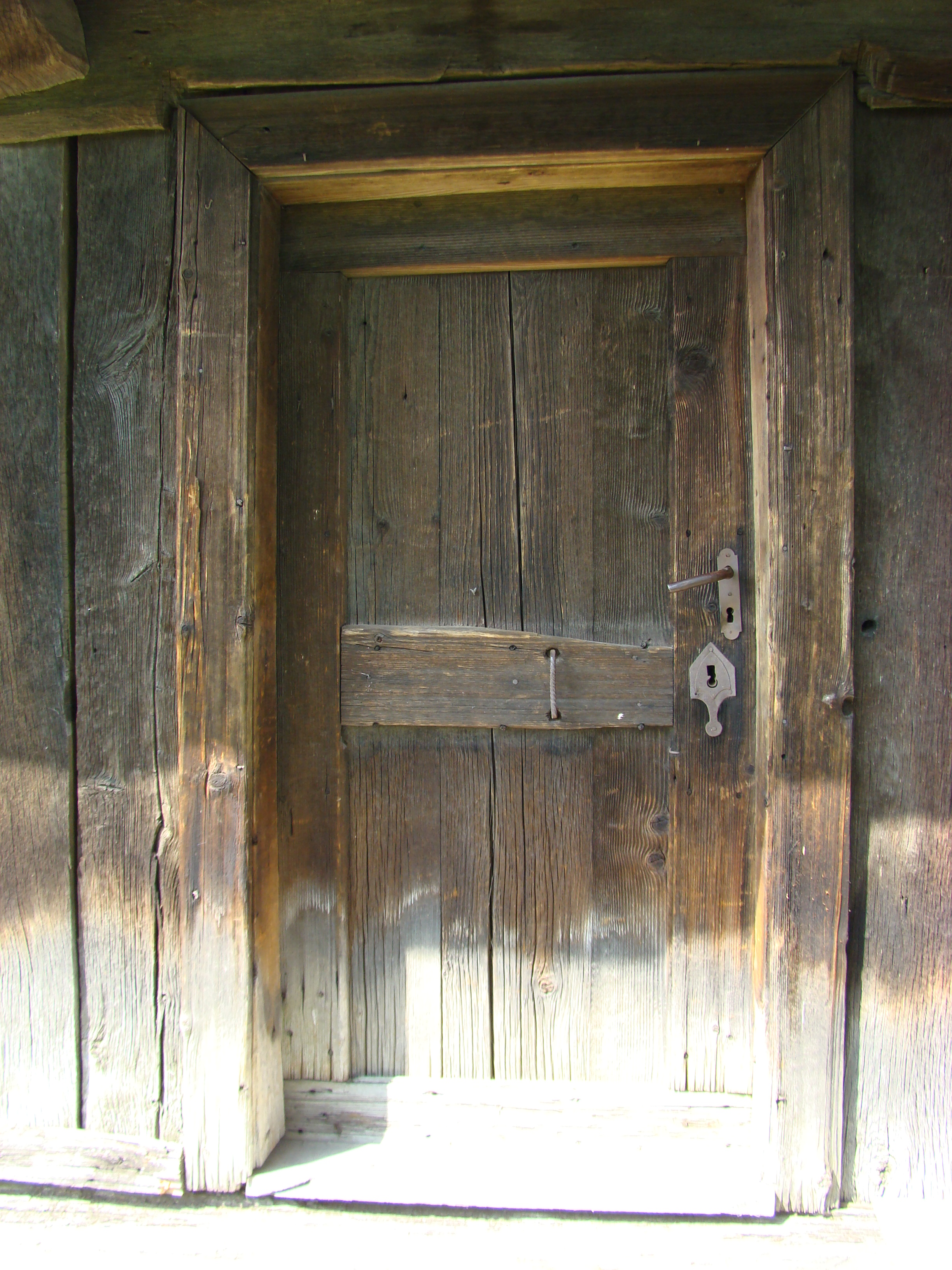
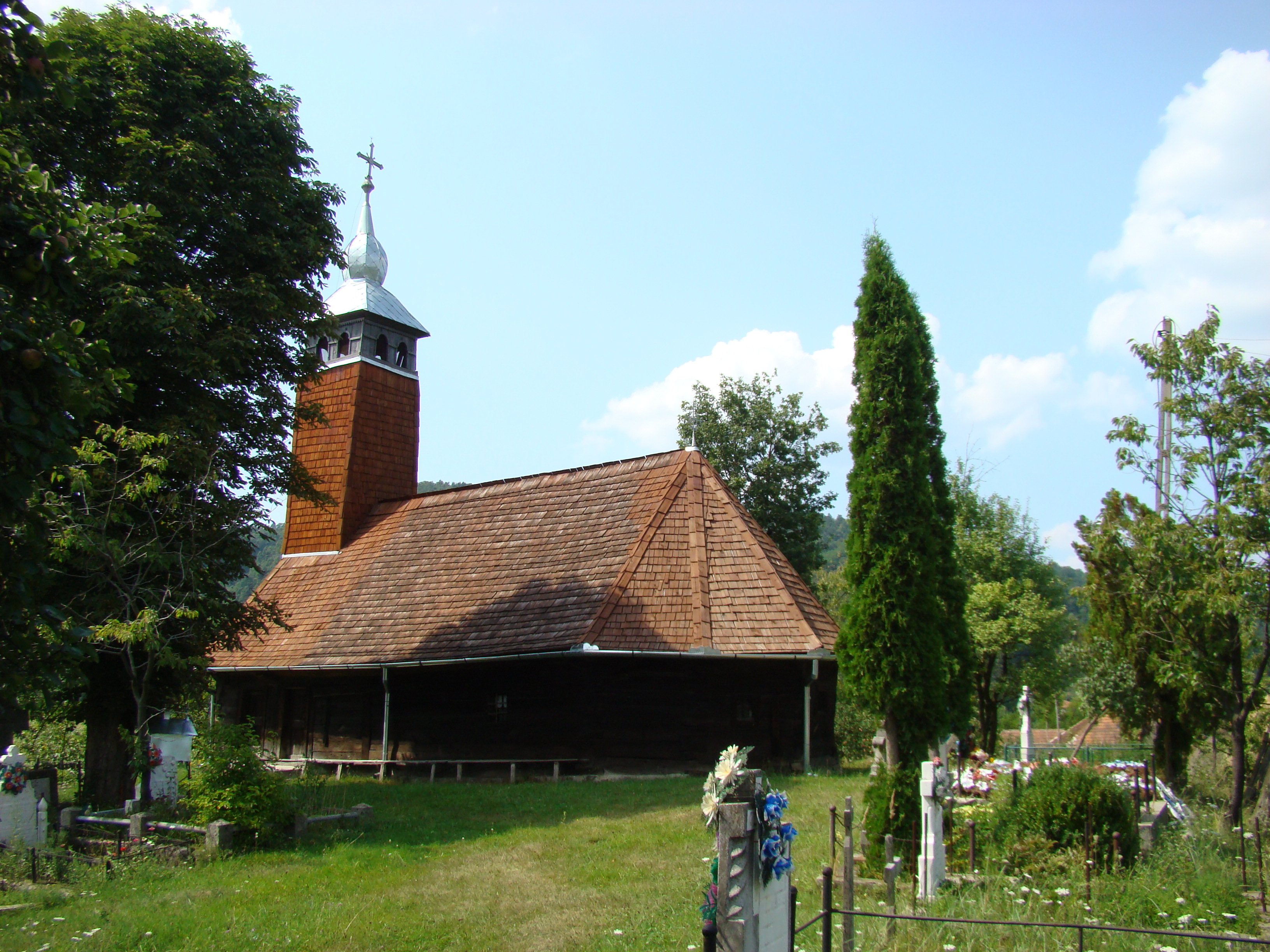